# Non Servium
Non Servium es un grupo de oi! procedente de Móstoles (Comunidad de Madrid), y creado en 1997. La formación actual de la banda cuenta con el vocalista Carlos, los guitarristas Snoker e Ivi, el bajista Gordo y el batería Niño; siendo Carlos y Snoker los únicos miembros constantes durante toda la trayectoria del grupo y en todos los discos publicados. 
Empezaron a ser conocidos a finales de la década de 1990, cuando comenzaron su andadura. "Non Servium" (errata latina; la forma correcta es "Non serviam") pretende significar "no te serviré", y además es la filosofía del grupo, no servirle a nadie.  La frase se atribuye generalmente a Lucifer, quien se dice que pronunció estas palabras para expresar el rechazo a servir a su Dios en el reino celestial.

## Historia
La banda nació en el año 1997 en la ciudad española de Móstoles, ubicada en la Comunidad de Madrid. Los componentes iniciales eran Carlos (voz), Snoker (guitarra), Bibi (guitarra), Jose (bajo) y Alvarito (batería). Esta formación grabó el primer disco en 1999, titulado "Orgullo obrero" y publicado a través de Potencial Hardcore. Después de la grabación del álbum, el bajista Jose abandona el grupo, y es sustituido por Gordo (Ex-Ignotus). Esto provoca una mayor potencia en los temas, y sobre todo en los coros. 
Tres años más tarde, en mayo de 2002, sale a la calle su segundo trabajo bajo el título de "NSA (La santa familia)". Este disco presenta un sonido más potente que el anterior, y supone una consolidación para el grupo. Con este álbum comienzan a dar conciertos por todo el país y gran parte de Europa. 
Después de estos conciertos, a principios de 2005 Bibi abandona la banda, entrando a la guitarra Cristian (Ex-Steelcap) como sustituto. 
Con esta formación comienzan las actuaciones del grupo por tierras latinoamericanas. 
En 2007 se graba el tercer disco, titulado "El imperio del mal", que ve la luz en diciembre de ese mismo año. En él se hace visible un sonido mucho más elaborado, pero sin alejarse del estilo característico de la banda. Poco antes de la salida del disco, Alvarito (batería) y Cristian (guitarra) abandonan el grupo, entrando Ivi (Adversion) a la guitarra, y Niño (Ex-Ignotus) a la batería respectivamente. Esta formación realiza la gira "El imperio de mal", que dura hasta el año 2009.
Con la formación ya totalmente estabilizada, en septiembre de 2011 la banda da a conocer su cuarto álbum bajo el nombre de "El rodillo del kaos". Un año después, en septiembre de 2012, el grupo publica el disco "La voz de los malditos", que es un álbum que recoge versiones de bandas por las cuales han sido influenciados.
A finales de 2013, y después de dar por concluida la gira de presentación de su disco de versiones, la banda anunció un parón en su actividad en directo que fue aprovechado para comenzar a componer nuevos temas. Tras varios meses de descanso, la banda confirma su regreso a los escenarios en abril de 2015. 
En julio de 2015, la banda entra a los estudios para grabar su sexto trabajo bajo la producción de Haritz Harreguy y Mr. Chifly (Habeas Corpus). Posteriormente, el grupo anuncia a través de su Facebook la portada de su nuevo disco, el cual fue publicado el 2 de octubre bajo el título de "Resurgir". Como viene siendo habitual, el álbum fue editado por el sello Potencial Hardcore, y está compuesto por 11 canciones.

## Estilo musical
La música de Non Servium es definida principalmente como Oi! o "Brutal Oi!" con influencias del punk, street punk y hardcore punk.
Los ritmos rápidos de batería y líneas fuertes de bajo y guitarra es algo que les caracteriza. Sus letras están cargadas de contenido político, aunque también se encuentran temas sobre la cultura punk y skinhead o los hooligan.
La banda ha sacado por el momento siete discos a la venta: "Orgullo Obrero", "NSA La Santa Familia", "El Imperio del Mal", "El Rodillo del Kaos" , "La Voz de los 
Malditos", "Resurgir" y "Criatura". Cabe destacar una leve diferencia en el estilo del primer disco y los que vienen después, caracterizándose éstos por un sonido más contundente y cercano al hardcore. 
Son el mayor exponente del Oi! de temática antifascista en lengua castellana junto con bandas como los madrileños Kaos Urbano y Núcleo Terco.

## Discografía
| 1. Bronca 2. Non Servium 3. Punks y Skins 4. El Elegido 5. Escucha el Oi! 6. Cabezas Rapadas 7. Lucha Armada 8. Mata Hippies 9. Nosotros Somos la Venganza (Animales Muertos) 10. Orgullo Obrero 11. Donde Vamos la Liamos 12. Seguimos Siendo 13. Hooligans 1. Ratas 2. Violencia 3. Mi Clase 4. Antinazis 5. Jack 6. El Espíritu Del Oi! 7. En Tus Carnes 8. N.S.A. (Non Servium Army) 9. Tu Ira 10. ¿Qué Pasó En El Lieja? 11. Escucha el Oi! 1. Imperio del Mal 2. Nuestra Lucha 3. Todos al Suelo 4. Mi Vida Loca 5. Cambio de Orden 6. Muerte en vida 7. El Impacto del Discreto 8. Lágrimas de Sangre 9. Dinero 10. Ratas de Ciudad (Vómito) 11. Warriors 12. Torpedos 1. El Rodillo Del Kaos 2. Generación Dormida 3. A.C.A.B. 4. Nuestra Cruz 5. Mi Barrio Or Die 6. La Maldición 7. 3 Letras 8. Sangre Por Sangre 9. Civilización 10. A.D.R.V. Hools 11. Animal 12. Bendita Locura 13. Los Putos Amos | 1. Intro 2. Brigada Criminal (RIP) 3. Callejón sin Salida (Barricada) 4. Kaos (The Oppressed) 5. Perro Callejero (Efectos Sekundarios – Pota Potaje) 6. Bestia, Bestia (Ilegales) 7. Ración Doble (Decibelios) 8. Civilizate (Distorsion – Asta Kask) 9. La 204 (Cicatriz) 10. Siempre en Problemas (Cock Sparrer) 11. La Gracia de Dios (37 Hostias) 12. Os Engañan (Eskorbuto) 13. Madrugando (Potrotaino) 14. Sociedad (Dekadencia) 15. Chicos de la Calle (Toreros After Ole) 16. Nación en Llamas (Blitz) 17. Intenta Disfrutar (Radikal Hardcore) 18. En la Brecha (Zakarrak – Red Alert) 19. La Tortura (La Polla Records) 20. Señor juez (Zer Bizio?) 21. Hijos de Puta (Andanada 7) 22. Asesino a Sueldo (MCD) 23. A la Calle (Kortatu) 24. Canción de Amor (Parabellum) 1. Apestan 2. Desperté 3. Mi Pacto 4. Madrid 5. Resurgir 6. Apártate 7. La Era del Terror 8. Los Demonios de la Noche 9. Buitres 10. Mi Prisión 11. Rock'n'rolla 1. Intro 2. Criatura 3. Hordes of Punks 4. Su don 5. Quémalas 6. Killer 7. En mi corazón 8. Héroes 9. De entre los muertos 10. Los amos de la calle 11. Freedom |

## Componentes
| Actuales - Carlos - voz (1997–presente) - Snoker - guitarra (1997–presente) - Ivi - guitarra (2007–presente) - Gordo - bajo (1999–presente) - Niño - batería (2007–presente) | Anteriores - Bibi - guitarra (1997–2005) - Cristian - guitarra (2005–2007) - Jose - bajo (1997–1999) - Alvarito - batería (1997–2007) |

## Curiosidades
- La intro de "Todos al Suelo" pertenece a la película El nombre de la rosa.
- La intro de "El Impacto del Discreto" pertenece a la película Mad Max Beyond Thunderdome.
- La intro de "Warriors" pertenece a la película Navajeros.
- Dentro de la canción "Warriors" aparece un diálogo de The Warriors (película).
- La intro de "El Imperio del Mal" pertenece a la película La Pasión de Cristo.
- Una frase del estribillo de la canción "A.C.A.B." pertenece al grupo punk Vómito y su canción "Fuerzas de Seguridad". Non Servium la colocó haciendo honor, una vez más, a esta banda.
- En la canción "Mi Barrio or Die" hacen una adaptación para guitarra de la banda sonora de la película Requiem for a Dream.
- El riff inicial de "Ratas" es muy parecido al riff inicial de "Skyll inte på mig" del grupo sueco Agent Bulldogg.
- La intro de la canción "N.S.A. (Non Servium Army)" es muy parecido al final de la canción "Doc Marten Army" del grupo Stars & Stripes.
- El riff principal de la canción "Seguimos Siendo" proviene de la canción popular bretona "Son ar chistr", habitualmente adaptada en neerlandés como "Zeven dagen lang" y en alemán como "Was wollen wir trinken".
- El vídeo de la canción "El Imperio del Mal" está grabado en un antiguo monasterio abandonado de Getafe (Madrid) en el cual tuvieron lugar los conocidos sucesos del estramonio.
- El Lieja, citado en la canción "¿Qué pasó en el Lieja?", es un bar de Vallecas (Madrid).
- El riff principal de "Torpedo" es una versión al tema "Surf Rider" de la banda The Lively Ones y el cual aparece en la última escena de Pulp Fiction.
- La intro de la canción "El Rodillo del Kaos" pertenece a la película The Departed.
- La canción "Punks & Skins" contiene una pequeña alusión al tema country "Ghost Riders in the Sky".
- La intro de la canción "Ratas" pertenece a la película Braveheart.
- La intro de la canción "En tus carnes" pertenece a El padrino (película).
- La intro de la canción "Lágrimas de sangre" está compuesta por las intervenciones sobre los Atentados del 11 de marzo de 2004 de José Luis Rodríguez Zapatero, Mariano Rajoy, José María Aznar y Juan Carlos I de España.
- La intro de la canción "La maldición" pertenece a la película The Devil's Advocate.
- La intro de la canción "ADRV Hools" pertenece a la película Diario de un hooligan.
- La intro de la canción "A.C.A.B." está cantada por Evaristo (Vocalista de Gatillazo y exvocalista de los grupos The Kagas, The Meas y La Polla Records).
- La intro de la canción "Apestan" pertenece a la película Acción mutante.